# 羅德曼 (紐約州)
羅德曼（英語：Rodman）是一個位於美國紐約州傑佛遜縣的鎮。

## 人口
根據2020年美國人口普查的數據，羅德曼的面積為109.87平方千米，當中陸地面積為109.73平方千米，而水域面積為0.14平方千米。當地共有人口1197人，而人口密度為每平方千米11人。